# 津堅島
津堅島（つけんじま）は、沖縄県うるま市に属する島である。

## 地理
沖縄本島中部勝連半島の南東約5kmの中城湾の沖合に位置し、面積1.88 km2、周囲7.0 km、人口485人（2005年国勢調査に基づく） であり、標高は39mと平坦な島である。周りはセナハ浜、アギ浜、キガ浜、ヤジリ浜、トゥマイ浜などの浜が多く、島を取り囲む形でリーフ（潮が引いた時に姿を現すサンゴ礁）が発達している。リーフから浜まではイカなどの魚介類が豊富であり、島の土質は根菜類に適しており、島の中央部はほとんどが人参畑である。

### 小島・岩礁
- アフ岩 - 北東約200m沖。

ヤジリ浜沖にある無人島でまだ「島」と認められていない。
- ギノギ岩 - 北東約2km沖。

面積0.003平方キロメートル、標高3メートル無人島。津堅島の北東約2.2キロメートル沖合に浮かぶ。
島の周囲は広い礁湖となっているという。ギノ・ギニは漁場を表す言葉で、ギノギ岩周辺は優漁な漁場であると推測できる。
北東に南浮原島があり、『津堅口』と呼ばれて、中城湾の出入り口となっている。地元では「ギヌギグヮ」「ギニングァ」とも呼ばれる。

## 歴史
ヤジリ浜貝塚・和名浜貝塚・津堅貝塚など、沖縄貝塚時代前期から後期に亘っての貝塚が発見されている。1896年に沖縄県内初の灯台として島の南島端のカジチ崎に津堅島灯台が建設され、太平洋航路や中城湾の船舶の出入りを監視した。
太平洋戦争の沖縄戦（1945年）では激戦地となり (津堅島の戦い)、戦後も1949年まで島民は沖縄本島の南風原地区に強制移住させられた経緯をもつ。2005年4月1日に勝連町がうるま市の一部となり、中頭郡勝連町津堅だった住所表記がうるま市勝連津堅となる。

## 公共施設
学校
- うるま市立津堅小中学校

診療所
- 津堅診療所 - 沖縄県立中部病院附属の診療所。

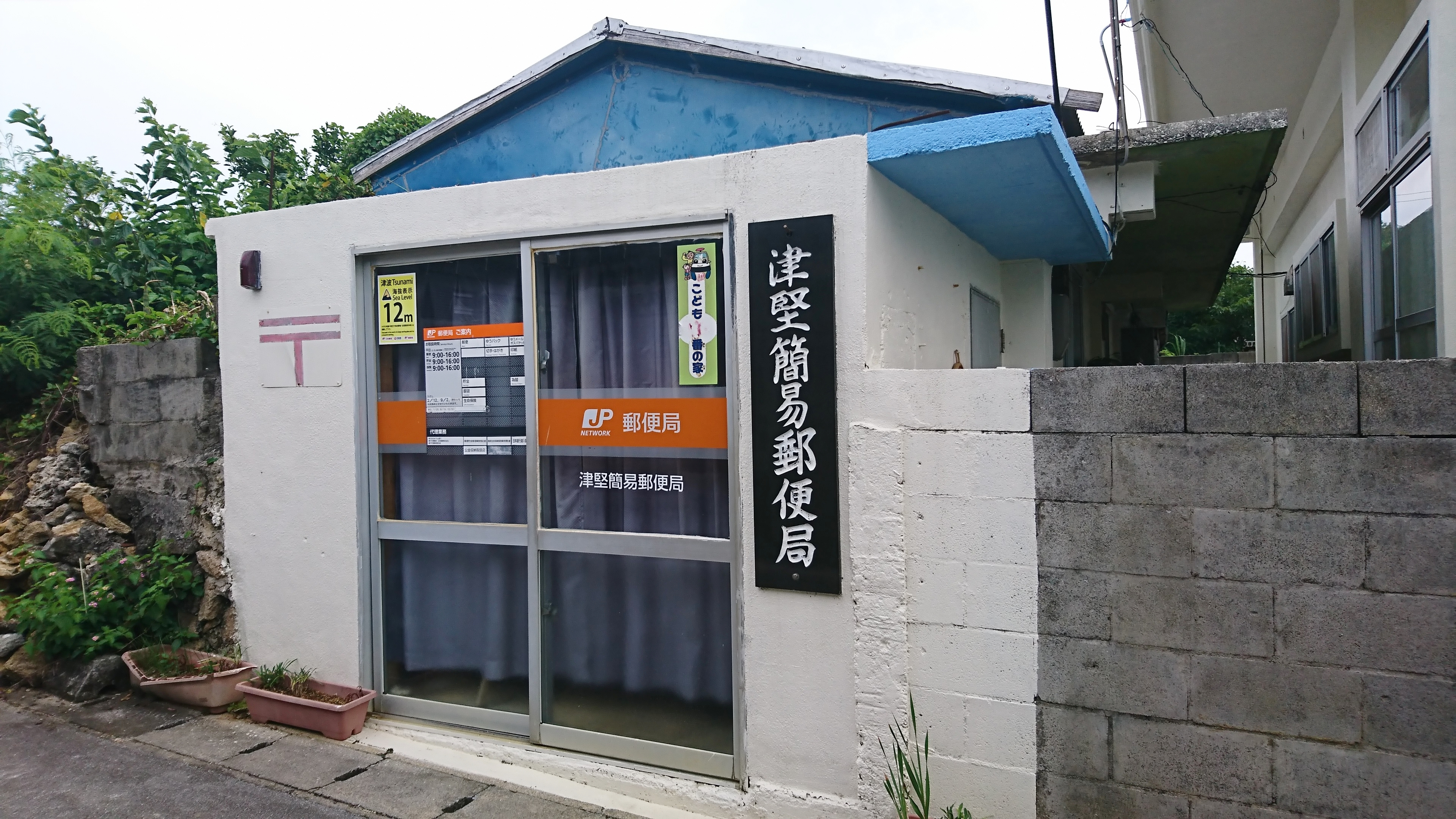

簡易郵便局
- 津堅簡易郵便局

## 米軍基地
津堅島の西側に位置する長さ約2kmの海岸とその沿岸は津堅島訓練場として米軍の訓練場として使用されている。

## 産業
主な産業は農業と漁業。最高標高が40mに満たない平坦な島で、根菜類の栽培に適した土壌であったことから、戦前はダイコンの栽培を行い津堅ダイコンとして知られていた。現在はニンジンの生産が盛んで、島の面積の1/3がニンジン畑となっておりキャロットアイランドの別名を持つ。ニンジンは甘みがあり高品質で、沖縄県内で生産するニンジンの2割は津堅島で収穫される。以前の出荷先は県外が中心であったが近年は県内にも出荷している。1981年に土地改良事業が完了した。
漁業ではもずくが有名で、また一夜干し・塩辛など近海で獲れたイカを利用した特産品もある。

## 観光

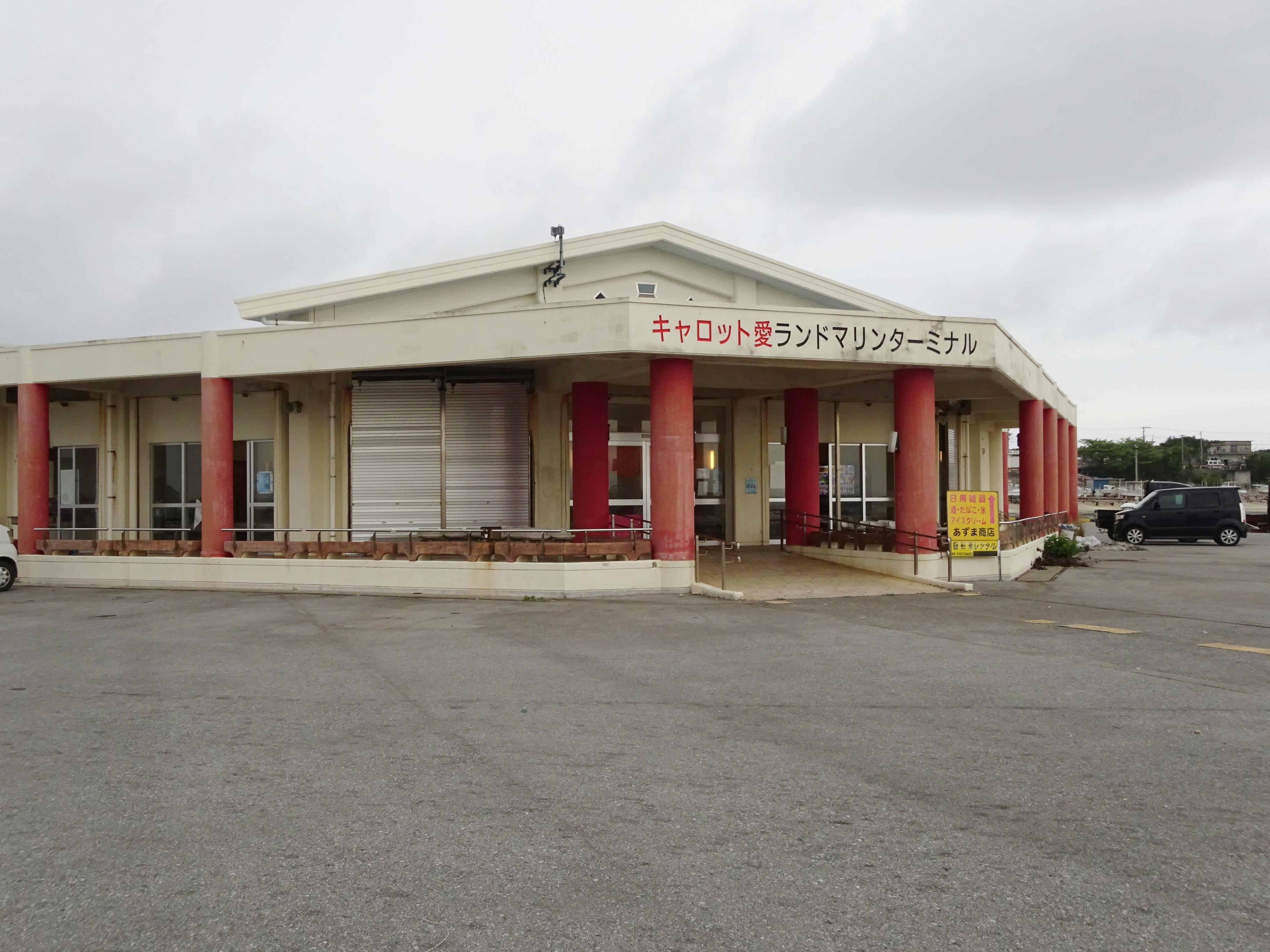
キャロット愛ランドマリンターミナル

2007年度の観光客数は約5万人である。
- ホートゥガー

島の南西に位置する井戸。鳩（ホートゥ）が発見した泉（ガー）から由来し、日照り続きで水のない時、鳩だけがいつも羽をぬらしているのを不思議に思った島の人が、鳩の下り立つところを掘り下げて発見した水源であり、古くから島の貴重な水源地となっている。内部にある男女が抱擁した形の鍾乳石は御神体（子孫繁栄の神）として崇められている。
- 中の御嶽

中の御嶽は、島の西側に広がるトゥマイ浜の中央部にある津堅島の四御嶽である。この場所には、喜舎場子（きしゃばし）の墓があり、沖縄本島から海を越えて津堅島に渡り、人々が豊かに暮らせるように貢献した人物で、津堅島の人々は喜舎場子を深く崇拝し、祖神として祀ってある。市指定文化財。
- トゥマイ浜

島の西側にある全長約1kmの砂浜。
津堅島の中でも、一番人気なのがトゥマイ浜であり、約800mの白い砂浜が続くビーチには、シーズンになると、釣りや海水浴、マリンスポーツなどができる。
　リーフ付近は魚が泳いでおり、ダイビングをする人が多い。また、ウィンドサーフィンやジェットスキーなど、ができる。また、潮干狩り・フィッシングポイント。船をチャーターし沖釣りができる。津堅漁港から徒歩約10分。
- ヤジリ浜

北側に位置する海岸。100m先の沖には無人島のアフ岩が見える。
- キャロット愛ランド

1997年に完成したトマイ浜近辺の観光施設。ニンジンをかたどった展望台やキャンプ場・遊歩道がある。

## イベント
- 津堅島ハーリー大会

ハーリー大会は豊漁、航海安全の祈願が目的の競漕儀礼であるが、娯楽的要素もある大会である。競漕の前に島の拝所にて祈願が行われ、その後津堅小中学校の鼓笛隊を先頭に、ハーリー船を車に乗せ、トゥマイ浜から津堅漁港までパレードが行われている。大会は、職域、郷友会の部に町内外から多数のチームが参加し、各支部、同期対抗レースなども行われる。

## 交通

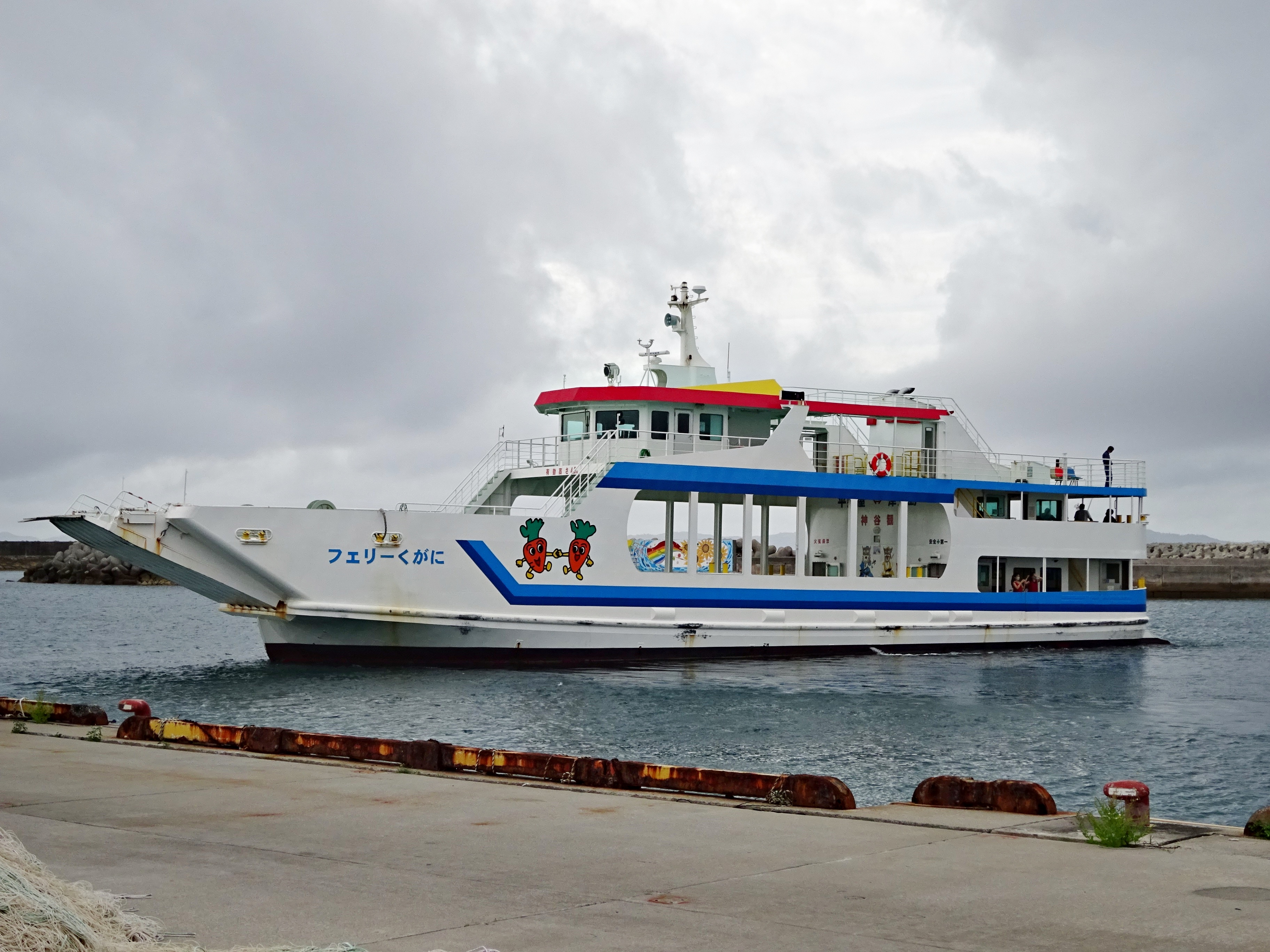
フェリー「くがに」

- うるま市勝連にある平敷屋港から津堅港に1日5便の定期船が就航している。所要時間は高速船約10分、フェリー約25分[4]。